# Ademar Pereira Marinho
Ademar Pereira Marinho, conosciuto anche come Marinho (Minas Gerais, 23 marzo 1954), è un ex calciatore brasiliano, di ruolo centrocampista.

## Carriera

### Calciatore
Iniziò la propria carriera di calciatore all'età di 18 anni, dopo essere entrato nelle giovanili del Cruzeiro in seguito ad un provino fallito dall'Atlético Mineiro. Giunto in Giappone grazie ad una borsa di studio bandita dall'università di Sapporo appositamente per giovani calciatori brasiliani, per circa un anno Marinho militò nel club del circolo sportivo dell'ateneo per poi approdare, all'inizio della stagione 1976, al Fujita Kogyo che allora militava nel massimo livello calcistico nazionale. Segnalatosi fra i migliori giocatori del torneo (venne incluso nel miglior undici del campionato nelle stagioni 1977 e 1979), Marinho militò nel Fujita per tre stagioni conquistando due accoppiate campionato-coppa nazionale.
Ritiratosi dal calcio giocato al termine della stagione 1979, per circa due anni Marinho lavorò come allenatore di una scuola calcio diretta da Sergio Echigo quindi, nel 1982, fu chiamato da Shū Kamo come collaboratore tecnico del Nissan Motors. Rientrato nella rosa della squadra a partire dalla stagione seguente, con la maglia del Nissan Motors Marinho disputerà altre quattro stagioni vincendo due edizioni della Coppa dell'Imperatore. Si ritirò definitivamente dal calcio giocato al termine della stagione 1986-87, totalizzando 137 presenze e 50 reti in massima serie.

### Dopo il ritiro
Conclusa la carriera di calciatore, Marinho ottenne la licenza di allenatore di tipologia C divenendo in seguito tecnico di alcuni club di futsal, sino a ricoprire il ruolo di allenatore della squadra nazionale fra il 1998 e il 2000. Collabora come opinionista per alcune trasmissioni sportive ed è autore di alcuni libri a tema calcistico.

## Palmarès

### Club

#### Competizioni nazionali
- Japan Soccer League: 3

Fujita Kogyo: 1977, 1979
- Coppa dell'Imperatore: 2

Fujita Kogyo: 1977, 1979
Nissan Motors: 1983, 1985

#### Competizioni statali
- Campionato Mineiro: 3

Cruzeiro: 1973, 1974, 1975

### Individuale
- Incluso nella Best Eleven del campionato: 2 volte[3]